# Đại bàng bụng trắng
Đại bàng bụng trắng (danh pháp hai phần: Haliaeetus leucogaster) là một loài chim săn mồi lớn ban ngày thuộc Họ Ưng. Được mô tả bởi Johann Friedrich Gmelin vào năm 1788, loài này liên quan chặt chẽ với Haliaeetus sanfordi của quần đảo Solomon, và hai loài sau được coi là một phụ loài.

## Mô tả
Chim non Mặt lưng nâu, các lông viền hung nâu. Trên cánh có vằn hung nâu. Đuôi trắng có dải gần mút nâu thẫm. Cằm và họng hung nâu nhạt. Mặt bụng hung nâu. Các lông ở trên cổ và ngực hình mũi mác. Ở chim trưởng thành không có các lông này.
Mắt nâu gụ nhạt. Mỏ xám thẫm. Da gốc mỏ xám xanh nhạt. Chân trắng vàng nhạt hay xám nhạt.
Nó là một loài chim đặc biệt. chim trưởng thành có đầu, ngực, lông dưới cánh và đuôi màu trắng. Các phần trên có màu xám và sự tương phản dưới cánh bay lông màu đen với lông trắng. Đuôi ngắn và nêm hình như trong tất cả các loài Haliaeetus. Giống như các loài chim ăn thịt nhiều, con mái là hơi lớn hơn so với con trống, và có thể lên đến 90 cm (36 in) với sải cánh dài lên đến 2,2 m (7 ft), và cân nặng 4,5 kg (10 lb). Con chim chưa trưởng thành có bộ lông màu nâu, mà dần dần được thay thế bằng màu trắng cho đến khi năm, sáu năm tuổi. Tiếng kêu của chúng giống như tiếng ngỗng to.
Loài này sống theo cặp hoặc theo nhóm nhỏ.

## Phân bố
Đại bụng trắng được tìm thấy từ Bangladesh, Ấn Độ và Sri Lanka, qua tất cả các vùng ven biển Đông Nam Á bao gồm cả Myanma, Thái Lan, Malaysia Indonesia, Đông Dương, Philippines và miền nam Trung Quốc bao gồm cả Hồng Kông, New Guinea và phía đông bắc đến quần đảo Bismarck, và Australia. Trong phía bắc quần đảo Solomon, nó chỉ giới hạn ở đảo Nissan, và được thay thế ở những nơi khác bởi đại bàng Sanford. Loài này sinh sống phổ biến ở các vùng ven biển, nhưng cũng có thể được nhìn thấy trong đất liền. Chim thường thấy đậu cao trong cây, hoặc bay trên sông, đất liền kề.

## Săn mồi
Loài đại bàng này ăn rắn biển. Nó lao xuống chụp con mồi trên mặt nước, nó không lặn xuống nước để bắt mồi. Trong các quần đảo Bismarck nó đã được báo cáo ăn các loài khác nhau của possum (thú có túi) Nó là một thợ săn lành nghề, và sẽ tấn công con mồi lớn với kích thước của một con thiên nga. Loài này cũng ăn xác chết thối như cừu chết, chim và cá dọc theo chiều dài đường nước, và thậm chí có thể tấn công lưới đánh cá. Nó quấy rối các loài chim nhỏ như Circus approximans, buộc các loài khác phải thả bất kỳ thực phẩm mà họ đang thực hiện, đại bàng biển ăn một mình.,. theo cặp hoặc theo nhóm nhỏ.